# Dichrogaster genalis
Dichrogaster genalis là một loài tò vò trong họ Ichneumonidae.